# Matteo Pérez
Matteo Pérez, conosciuto anche come Matteo da Lecce (Alezio, 1545 circa – Lima, 1628), è stato un pittore e incisore italiano di soggetti storici, devozionali e marittimi.

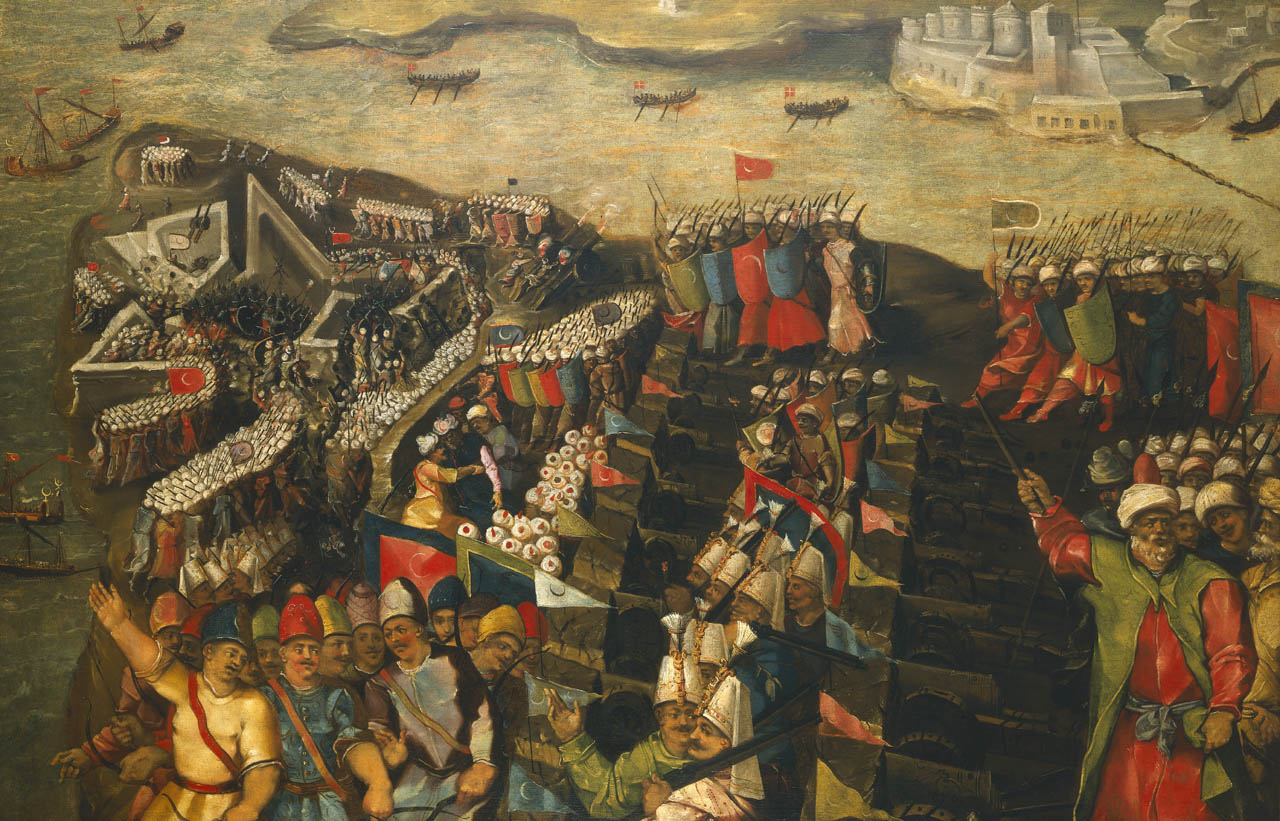
L'assedio di Malta - Cattura del forte di Sant'Elmo

Poco meno che ventenne, Matteo lascia il Salento e si trasferisce a Roma dove, nel 1574, dipingerà nella Cappella Sistina, l'affresco raffigurante la Disputa sul corpo di Mosè, affiancato da Guidonio Guelfi del Borgo.
Nel 1573 entra a far parte dell'Accademia di San Luca e lavora per due papi: Pio V (1566-1572) e Gregorio XIII (1572-1585). Suoi sono anche alcuni affreschi nella Villa d'Este a Tivoli, a Villa Mondragone a Frascati e il ciclo di affreschi dell'abside della Chiesa raffaellesca di Sant'Eligio degli Orefici a Roma.

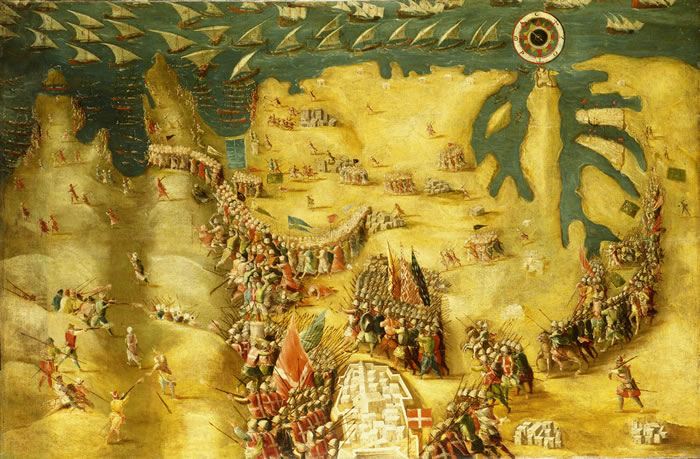
Assedio di Malta - Battaglia con i Turchi

Nel 1576 lascia Roma e, durante una breve pausa a Napoli, incontra Pablo Moron che diventerà il suo perenne assistente. Sbarca poi a Malta dipingendo fra il 1575 e il 1581 tredici affreschi sul grande assedio di Malta, avvenuto nel maggio 1565 ad opera delle truppe turche di Solimano il Magnifico. Gli affreschi si trovano nella Sala di San Michele e San Giorgio, conosciuta anche come Sala del Trono, nel Palazzo del Gran Maestro a La Valletta. A Matteo de Alesio e a questi affreschi si attribuisce l'introduzione del manierismo a Malta.
Assieme agli affreschi, Matteo dipinse a olio su tela le stesse scene, quattro di queste tele vennero ritrovate nella Cube Room della Queen's House di Greenwich; ma anche la grande tela del Battesimo di Cristo per l'abside della Chiesa conventuale di san Giovanni Battista a La Valletta, oggi Concattedrale; la pala d'altare con la raffigurazione del Naufragio di san Paolo a Malta nell'omonima chiesa sempre a La Valletta.
Attorno al 1580 Matteo si sposta a Siviglia dove dipinge un San Cristoforo per la cattedrale e, dal 1589 a Lima in Perù, dove morirà dopo il 1628. Matteo Pérez de Alesio ebbe un figlio Adrián de Alesio anche egli pittore.
Le sue pitture, ricche di dettagli e molto decorative, presentano la notevole caratteristica di riprodurre con accuratezza i costumi, le armature, l'architettura militare e le formazioni di battaglia diventando un ottimo contributo per lo studio di queste materie.